# 309th Aerospace Maintenance and Regeneration Group

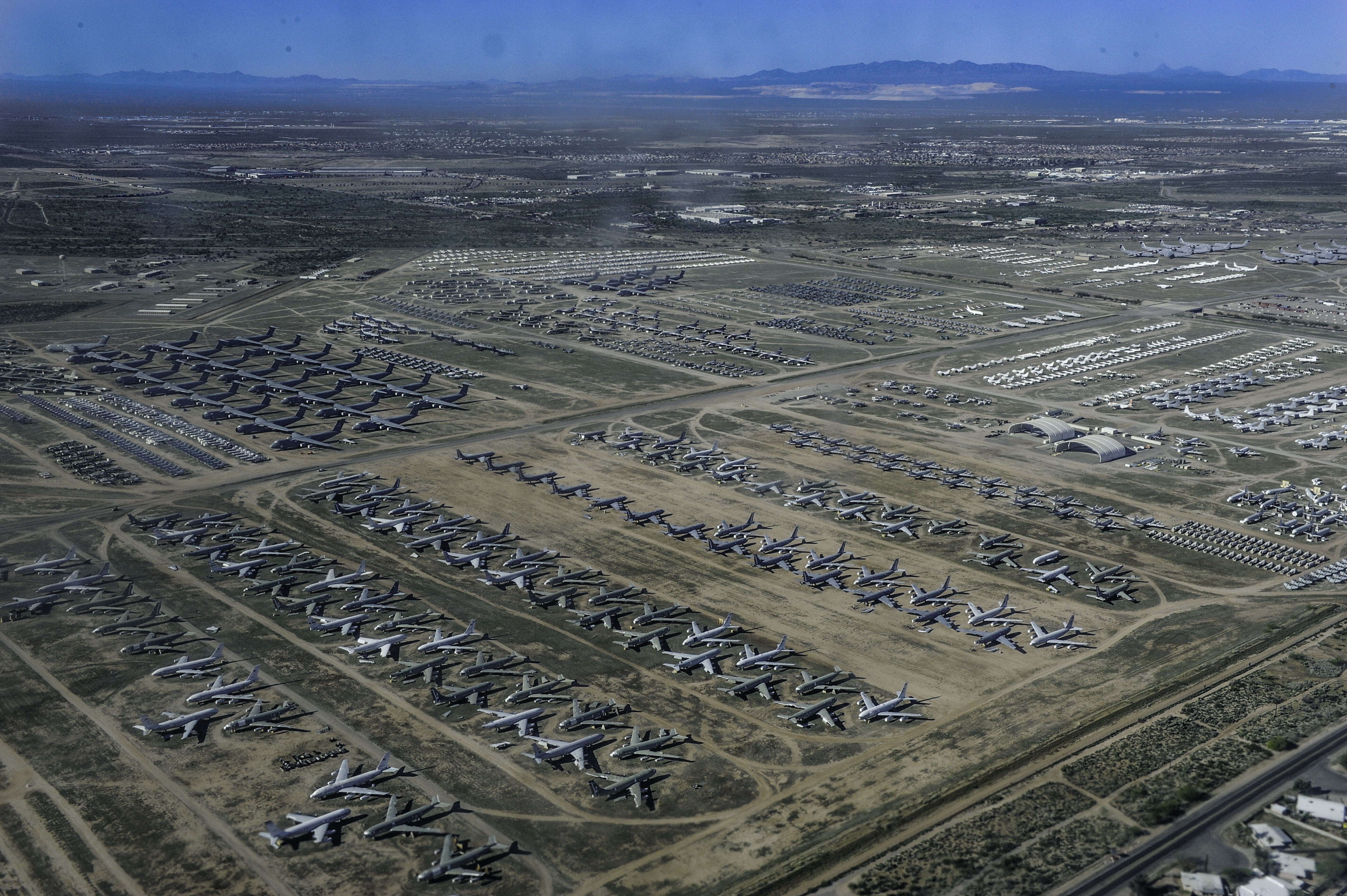
Blick über diverse abgestellte Flugzeuge im AMARG

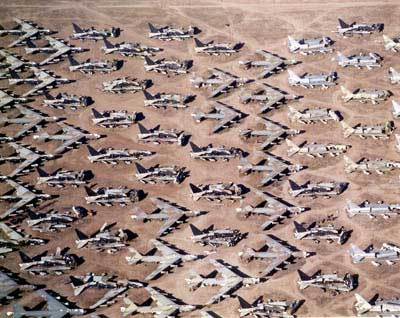
Verschrottung von B-52-Bombern im AMARC

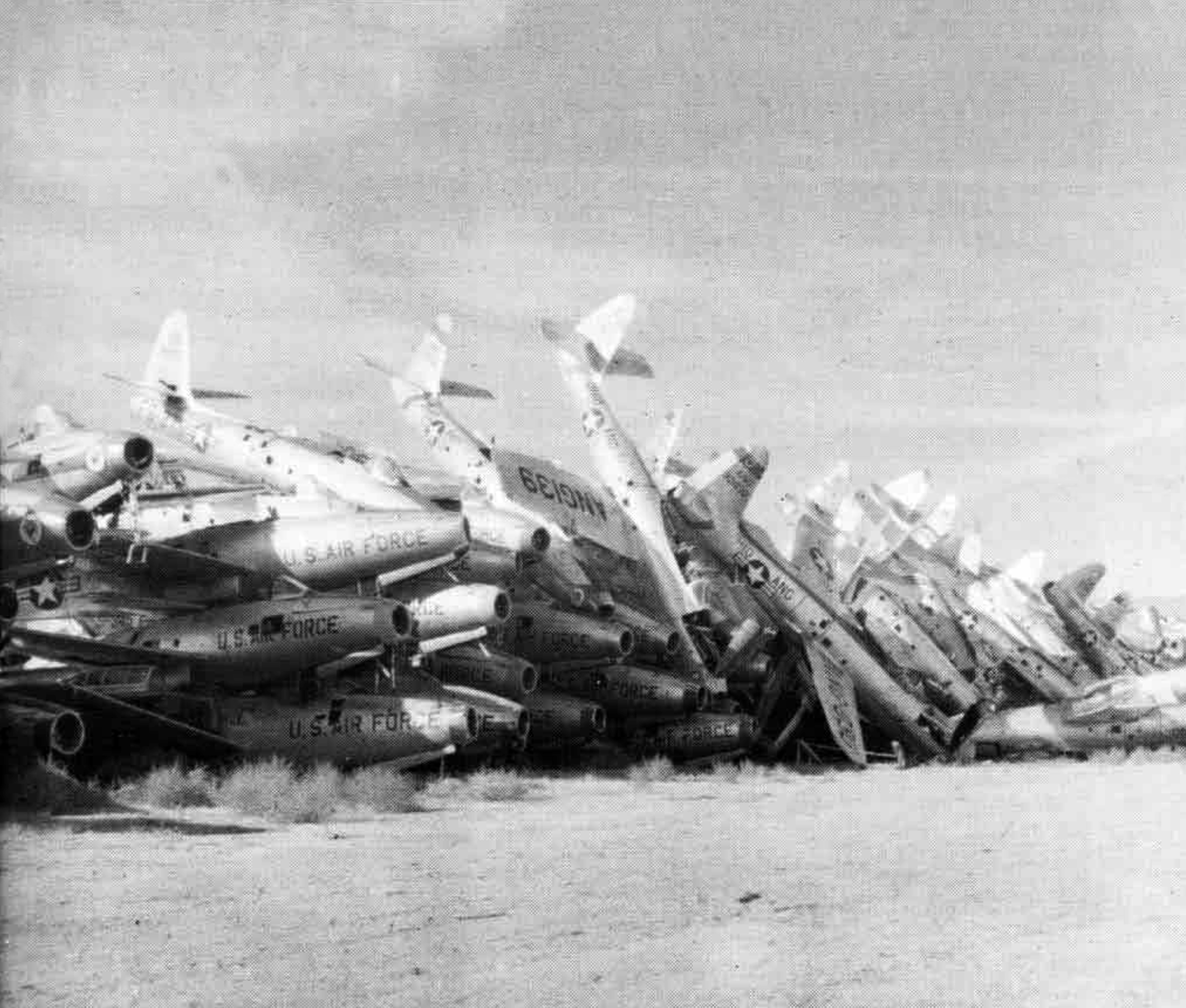
Ausgemusterte F-84 Thunderjet im Juni 1980 im AMARC

Die 309th Aerospace Maintenance and Regeneration Group (AMARG) ist das zentrale Lager für stillgelegte Luftfahrzeuge der US-Streitkräfte und einiger Bundesbehörden. Die offizielle Bezeichnung lautete bis April 2007 Aerospace Maintenance and Regeneration Center (AMARC).   
Überflüssig gewordene Luftfahrzeuge schlachtet das AMARG sukzessive aus, lagert und verwertet die gewonnenen Ersatzteile und verkauft den übrig gebliebenen Schrott an umliegende Händler (Nutzung als Flugzeugfriedhof). Andere Flugzeuge werden konserviert, um sie bei Bedarf wieder flugtauglich herzurichten. 
AMARG ist einer der weltweit größten Flugzeugfriedhöfe. Im nahe gelegenen privat geführten Pima Air & Space Museum sind einige vom AMARG übernommene Flugzeuge ausgestellt.

## Lage
Das AMARG liegt unmittelbar neben der Davis-Monthan Air Force Base in Tucson, Arizona und ist dem Air Force Materiel Command (AFMC) der US-Luftwaffe untergeordnet.
Das AMARG erstreckt sich über eine Fläche von 10,52 km² und beherbergte Ende 2015 rund 4000 Luftfahrzeuge und 40 weitere Flugkörper, wie Titan-Raketen. Etwa 670 Personen sind dort beschäftigt. 

## Geschichte
Nach dem Zweiten Weltkrieg suchte die Air Force einen Abstellplatz für überflüssig gewordene Flugzeuge, hauptsächlich Boeing B-29-Bomber und Douglas DC-3/C-47-Transportflugzeuge. Sie wählte dafür das Gelände der Davis-Monthan Air Force Base in der Sonora-Wüste Arizonas, weil das trockene, warme Klima und der von Natur aus harte Boden gute Voraussetzungen boten. Das Material altert unter diesen Bedingungen nur langsam und die Flugzeuge können bewegt werden, ohne erst große Flächen künstlich befestigen zu müssen. 
Im Jahr 1964 wurde die Einrichtung zum einzigen Depot für einzulagernde Luftfahrzeuge der US-Streitkräfte und erhielt den Namen Military Aircraft Storage and Disposition Center (MASDC). Als auch Raketen ins Lager aufgenommen wurden und die Wiederaufarbeitung eingemotteter Flugzeuge eine zunehmende Rolle spielte, änderte die Luftwaffe die Bezeichnung 1985 in Aerospace Maintenance and Regeneration Center (AMARC). Durch eine organisatorische Neuordnung wurde die Einrichtung am 2. Mai 2007 umbenannt in 309th Aerospace Maintenance and Regeneration Group (AMARG) und gehört nun zur 309th Maintenance Wing des AFMC auf der Hill Air Force Base in Utah.

### Verschrottung B-52
Ende der 1990er Jahre führte das AMARC die kontrollierte Zerstörung von über 350 strategischen Bombern des Typs B-52 durch, deren Zahl wegen des START-Abkommens verringert werden musste. Die in große Einzelteile zerlegten Bomber lagerten dafür mindestens 90 Tage unter freiem Himmel, bis russische Aufklärungssatelliten sie erfasst hatten und ihre Zerstörung bestätigt war. 

## Mediale Nutzung
Das Areal diente bereits mehrfach als Kulisse für Filme und Musikvideos. So beinhalten die Filme Can’t Buy Me Love, Harley Davidson & The Marlboro Man und Transformers – Die Rache Szenen, die vor Ort gedreht wurden. Im Dokumentarfilm Baraka ist der Flugzeugfriedhof ebenfalls kurz zu sehen. Ferner war die AMARG Kulisse bei der Verfilmung des Falco-Albums Junge Roemer für die ORF-Reihe Helden von heute sowie für das Musikvideo zum Lied Learning to Fly von Tom Petty and the Heartbreakers und die TNT-Serie The Great Escape.